# Trận sân bay Donetsk thứ nhất
Trận sân bay Donetsk lần thứ nhất là trận chiến giữa các nhóm nổi dậy ly khai có liên hệ với lực lượng Cộng hòa Nhân dân Donetsk tự xưng chống lại quân đội chính phủ Ucraina. Diễn ra tại Sân bay Quốc tế Donetsk vào ngày 26 tháng 5 năm 2014. Bốn tháng sau, vào ngày 28 tháng 9, một trận chiến nữa tiếp tục nổ ra tại đây.

## Bối cảnh
Sau khi chính phủ thân Nga của tổng thống Viktor Fedorovych Yanukovych bị lật đổ bởi phọng trào Euromaidan vào tháng 2/2014. Các lực lượng thân Nga tại miền Đông Ucraina - trong đó có vùng Donetsk - đã tổ chức các phong trào đòi ly khai, chiếm giữ các tòa nhà chính phủ, cùng với nhiều vùng lãnh thổ trong khu vực. Ngay sau đó vào đầu tháng 4/2014 Chính phủ Ucraina đã triển khai một chiến dịch quân sự để chống lại lực lượng này và tái chiếm các vùng lãnh thổ bị mất. Sân bay Donetsk lúc này vẫn chưa bị phe ly khai kiểm soát.

### Trận chiến
Dân quân Donetsk đã chiếm được nhà ga sân bay vào sáng ngày 26/5, chặn mọi lối vào sân bay và yêu cầu quân đội chính phủ phải rút khỏi khu vực. Quân đội Ucraina sau đó đã đưa ra một tối hậu thư yêu cầu lực lượng ly khai đầu hàng ngay lập tức. Yêu cầu này bị từ chối, quân đội triển khai lính nhảy dù tấn công các vị trí của dân quân Donetsk trong sân bay với  hỗ trợ không kích từ máy bay chiến đấu Sukhoi Su-25 cùng với trực thăng chiến đấu Mil Mi-24 - có nhiệm vụ tiêu diệt các ụ súng phòng không. Đến tối cùng ngày, quân đội Ukraine đã đẩy lùi lực lượng dân quân ra khỏi sân bay. Dân quân Donetsk đã điều thêm tiếp viện và tổ chức tái chiếm nhưng cũng bị đánh bại. Dù vậy, các cuộc đấu súng giữa hai bên vẫn diễn ra trong đêm. Ngày hôm sau thông tin từ hai phía đều xác nhận quân đội chính phủ Ucraina đã kiểm soát được hoàn toàn sân bay. Quân đội Ucraina báo cáo không có thương vong trong cuộc chiến. Về phía dân quân, họ chịu tổn thất nặng với hơn 50 tay súng thiệt mạng, 34 người mang quốc tịch Nga -  trong số đó có người là cựu binh trong chiến tranh Liên Xô - Afghanistan, cựu thành viên của Lữ đoàn cận vệ Spetsnaz 45... Tất cả thi thể đều đã được chuyển về Nga.